# Kvalifikation til VM i fodbold 2014, UEFA
FIFA World Cup 2014 kvalifikation (UEFA) er kvalifikationsturneringen inden for den europæiske fodboldforbund UEFA's grænser, til FIFA World Cup 2014 i Brasilien.

## Seedning
Juli-rangeringen på FIFA's verdensrangliste danner grundlag for seedningen.
Seedningslagene er som følger.
| Pot 1                                                                       | Pot 2                                                                           | Pot 3                                                                                  | Pot 4                                                                         | Pot 5                                                                                | Pot 6                                                                     |
| --------------------------------------------------------------------------- | ------------------------------------------------------------------------------- | -------------------------------------------------------------------------------------- | ----------------------------------------------------------------------------- | ------------------------------------------------------------------------------------ | ------------------------------------------------------------------------- |
| Spanien Holland Tyskland England Portugal Italien Kroatien Norge Grækenland | Frankrig Montenegro Rusland Sverige Danmark Slovenien Tyrkiet Serbien Slovakiet | Schweiz Israel Irland Belgien Tjekkiet Bosnien-Hercegovina Hviderusland Ukraine Ungarn | Bulgarien Rumænien Georgien Litauen Albanien Skotland Nordirland Østrig Polen | Armenien Finland Estland Cypern Letland Moldova Nordmakedonien Aserbajdsjan Færøerne | Wales Liechtenstein Island Kasakhstan Luxembourg Malta Andorra San Marino |

## Grupperne
Landene blev rangeret efter følgende regler (prioriteret):
1. Antal point
2. Målforskel
3. Antal mål scoret
4. Antal mål scoret på udebane
5. Disciplinærpoint (beregnes ud fra flg. point: -1 for gult kort, -3 for to gule kort i samme kamp, -3 point for direkte rødt kort, -4 point for gult kort efterfulgt af direkte rødt kort)
6. Lodtrækning

### Gruppe A
| Hold           | K  | V | U | T | M+ | M- | MF  | Pts |
| -------------- | -- | - | - | - | -- | -- | --- | --- |
| Belgien        | 10 | 8 | 2 | 0 | 18 | 4  | +14 | 26  |
| Kroatien       | 10 | 5 | 2 | 3 | 12 | 9  | +3  | 17  |
| Serbien        | 10 | 4 | 2 | 4 | 18 | 11 | +7  | 14  |
| Skotland       | 10 | 3 | 2 | 5 | 8  | 12 | −4  | 11  |
| Wales          | 10 | 3 | 1 | 6 | 9  | 20 | −11 | 10  |
| Nordmakedonien | 10 | 2 | 1 | 7 | 7  | 16 | −9  | 7   |

|                | Belgien | Kroatien | Nordmakedonien | Skotland | Serbien | Wales |
| -------------- | ------- | -------- | -------------- | -------- | ------- | ----- |
| Belgien        | —       | 1–1      | 1–0            | 2–0      | 2–1     | 1–1   |
| Kroatien       | 1–2     | —        | 1–0            | 0–1      | 2–0     | 2–0   |
| Nordmakedonien | 0–2     | 1–2      | —              | 1–2      | 1–0     | 2–1   |
| Skotland       | 0–2     | 2–0      | 1–1            | —        | 0–0     | 1–2   |
| Serbien        | 0–3     | 1–1      | 5–1            | 2–0      | —       | 6–1   |
| Wales          | 0–2     | 1–2      | 1–0            | 2–1      | 0–3     | —     |

### Gruppe B
| Hold      | K  | V | U | T | M+ | M- | MF  | Pts |
| --------- | -- | - | - | - | -- | -- | --- | --- |
| Italien   | 10 | 6 | 4 | 0 | 19 | 9  | +10 | 22  |
| Danmark   | 10 | 4 | 4 | 2 | 17 | 12 | +5  | 16  |
| Tjekkiet  | 10 | 4 | 3 | 3 | 13 | 9  | +4  | 15  |
| Bulgarien | 10 | 3 | 4 | 3 | 14 | 9  | +5  | 13  |
| Armenien  | 10 | 4 | 1 | 5 | 12 | 13 | −1  | 13  |
| Malta     | 10 | 1 | 0 | 9 | 5  | 28 | −23 | 3   |

|           | Armenien | Bulgarien | Tjekkiet | Danmark | Italien | Malta |
| --------- | -------- | --------- | -------- | ------- | ------- | ----- |
| Armenien  | —        | 2–1       | 0–3      | 0–1     | 1–3     | 0–1   |
| Bulgarien | 1–0      | —         | 0–1      | 1–1     | 2–2     | 6–0   |
| Tjekkiet  | 1–2      | 0–0       | —        | 0–3     | 0–0     | 3–1   |
| Danmark   | 0–4      | 1–1       | 0–0      | —       | 2–2     | 6–0   |
| Italien   | 2–2      | 1–0       | 2–1      | 3–1     | —       | 2–0   |
| Malta     | 0–1      | 1–2       | 1–4      | 1–2     | 0–2     | —     |

### Gruppe C
| Hold       | K  | V | U | T | M+ | M- | MF  | Pts |
| ---------- | -- | - | - | - | -- | -- | --- | --- |
| Tyskland   | 10 | 9 | 1 | 0 | 36 | 10 | +26 | 28  |
| Sverige    | 10 | 6 | 2 | 2 | 19 | 14 | +5  | 20  |
| Østrig     | 10 | 5 | 2 | 3 | 20 | 10 | +10 | 17  |
| Irland     | 10 | 4 | 2 | 4 | 16 | 17 | −1  | 14  |
| Kasakhstan | 10 | 1 | 2 | 7 | 6  | 21 | −15 | 5   |
| Færøerne   | 10 | 0 | 1 | 9 | 4  | 29 | −25 | 1   |

|            | Østrig | Færøerne | Tyskland | Kasakhstan | Irland | Sverige |
| ---------- | ------ | -------- | -------- | ---------- | ------ | ------- |
| Østrig     | —      | 6–0      | 1–2      | 4–0        | 1–0    | 2–1     |
| Færøerne   | 0–3    | —        | 0–3      | 1–1        | 1–4    | 1–2     |
| Tyskland   | 3–0    | 3–0      | —        | 4–1        | 3–0    | 4–4     |
| Kasakhstan | 0–0    | 2–1      | 0–3      | —          | 1–2    | 0–1     |
| Irland     | 2–2    | 3–0      | 1–6      | 3–1        | —      | 1–2     |
| Sverige    | 2–1    | 2–0      | 3–5      | 2–0        | 0–0    | —       |

### Gruppe D
| Hold     | K  | V | U | T  | M+ | M- | MF  | Pts |
| -------- | -- | - | - | -- | -- | -- | --- | --- |
| Holland  | 10 | 9 | 1 | 0  | 34 | 5  | +29 | 28  |
| Rumænien | 10 | 6 | 1 | 3  | 19 | 12 | +7  | 19  |
| Ungarn   | 10 | 5 | 2 | 3  | 21 | 20 | +1  | 17  |
| Tyrkiet  | 10 | 5 | 1 | 4  | 16 | 9  | +7  | 16  |
| Estland  | 10 | 2 | 1 | 7  | 6  | 20 | −14 | 7   |
| Andorra  | 10 | 0 | 0 | 10 | 0  | 30 | −30 | 0   |

|          | Andorra | Estland | Ungarn | Holland | Rumænien | Tyrkiet |
| -------- | ------- | ------- | ------ | ------- | -------- | ------- |
| Andorra  | —       | 0–1     | 0–5    | 0–2     | 0–4      | 0–2     |
| Estland  | 2–0     | —       | 0–1    | 2–2     | 0–2      | 0–2     |
| Ungarn   | 2–0     | 5–1     | —      | 1–4     | 2–2      | 3–1     |
| Holland  | 3–0     | 3–0     | 8–1    | —       | 4–0      | 2–0     |
| Rumænien | 4–0     | 2–0     | 3–0    | 1–4     | —        | 0–2     |
| Tyrkiet  | 5–0     | 3–0     | 1–1    | 0–2     | 0–1      | —       |

### Gruppe E
| Hold      | K  | V | U | T | M+ | M- | MF  | Pts |
| --------- | -- | - | - | - | -- | -- | --- | --- |
| Schweiz   | 10 | 7 | 3 | 0 | 17 | 6  | +11 | 24  |
| Island    | 10 | 5 | 2 | 3 | 17 | 15 | +2  | 17  |
| Slovenien | 10 | 5 | 0 | 5 | 14 | 11 | +3  | 15  |
| Norge     | 10 | 3 | 3 | 4 | 10 | 13 | −3  | 12  |
| Albanien  | 10 | 3 | 2 | 5 | 9  | 11 | −2  | 11  |
| Cypern    | 10 | 1 | 2 | 7 | 4  | 15 | −11 | 5   |

|           | Albanien | Cypern | Island | Norge | Slovenien | Schweiz |
| --------- | -------- | ------ | ------ | ----- | --------- | ------- |
| Albanien  | —        | 3–1    | 1–2    | 1–1   | 1–0       | 1–2     |
| Cypern    | 0–0      | —      | 1–0    | 1–3   | 0–2       | 0–0     |
| Island    | 2–1      | 2–0    | —      | 2–0   | 2–4       | 0–2     |
| Norge     | 0–1      | 2–0    | 1–1    | —     | 2–1       | 0–2     |
| Slovenien | 1–0      | 2–1    | 1–2    | 3–0   | —         | 0–2     |
| Schweiz   | 2–0      | 1–0    | 4–4    | 1–1   | 1–0       | —       |

### Gruppe F
| Hold         | K  | V | U | T | M+ | M- | MF  | Pts |
| ------------ | -- | - | - | - | -- | -- | --- | --- |
| Rusland      | 10 | 7 | 1 | 2 | 20 | 5  | +15 | 22  |
| Portugal     | 10 | 6 | 3 | 1 | 20 | 9  | +11 | 21  |
| Israel       | 10 | 3 | 5 | 2 | 19 | 14 | +5  | 14  |
| Aserbajdsjan | 10 | 1 | 6 | 3 | 7  | 11 | −4  | 9   |
| Nordirland   | 10 | 1 | 4 | 5 | 9  | 17 | −8  | 7   |
| Luxembourg   | 10 | 1 | 3 | 6 | 7  | 26 | −19 | 6   |

|              | Aserbajdsjan | Israel | Luxembourg | Nordirland | Portugal | Rusland |
| ------------ | ------------ | ------ | ---------- | ---------- | -------- | ------- |
| Aserbajdsjan | —            | 1–1    | 1–1        | 2–0        | 0–2      | 1–1     |
| Israel       | 1–1          | —      | 3–0        | 1–1        | 3–3      | 0–4     |
| Luxembourg   | 0–0          | 0–6    | —          | 3–2        | 1–2      | 0–4     |
| Nordirland   | 1–1          | 0–2    | 1–1        | —          | 2–4      | 1–0     |
| Portugal     | 3–0          | 1–1    | 3–0        | 1–1        | —        | 1–0     |
| Rusland      | 1–0          | 3–1    | 4–1        | 2–0        | 1–0      | —       |

### Gruppe G
| Hold                | K  | V | U | T | M+ | M- | MF  | Pts |
| ------------------- | -- | - | - | - | -- | -- | --- | --- |
| Bosnien-Hercegovina | 10 | 8 | 1 | 1 | 30 | 6  | +24 | 25  |
| Grækenland          | 10 | 8 | 1 | 1 | 12 | 4  | +8  | 25  |
| Slovakiet           | 10 | 3 | 4 | 3 | 11 | 10 | +1  | 13  |
| Litauen             | 10 | 3 | 2 | 5 | 9  | 11 | −2  | 11  |
| Letland             | 10 | 2 | 2 | 6 | 10 | 20 | −10 | 8   |
| Liechtenstein       | 10 | 0 | 2 | 8 | 4  | 25 | −21 | 2   |

|                     | Bosnien-Hercegovina | Grækenland | Letland | Liechtenstein | Litauen | Slovakiet |
| ------------------- | ------------------- | ---------- | ------- | ------------- | ------- | --------- |
| Bosnien-Hercegovina | —                   | 3–1        | 4–1     | 4–1           | 3–0     | 0–1       |
| Grækenland          | 0–0                 | —          | 1–0     | 2–0           | 2–0     | 1–0       |
| Letland             | 0–5                 | 1–2        | —       | 2–0           | 2–1     | 2–2       |
| Liechtenstein       | 1–8                 | 0–1        | 1–1     | —             | 0–2     | 1–1       |
| Litauen             | 0–1                 | 0–1        | 2–0     | 2–0           | —       | 1–1       |
| Slovakiet           | 1–2                 | 0–1        | 2–1     | 2–0           | 1–1     | —         |

### Gruppe H
| Hold       | K  | V | U | T  | M+ | M- | MF  | Pts |
| ---------- | -- | - | - | -- | -- | -- | --- | --- |
| England    | 10 | 6 | 4 | 0  | 31 | 4  | +27 | 22  |
| Ukraine    | 10 | 6 | 3 | 1  | 28 | 4  | +24 | 21  |
| Montenegro | 10 | 4 | 3 | 3  | 18 | 17 | +1  | 15  |
| Polen      | 10 | 3 | 4 | 3  | 18 | 12 | +6  | 13  |
| Moldova    | 10 | 3 | 2 | 5  | 12 | 17 | −5  | 11  |
| San Marino | 10 | 0 | 0 | 10 | 1  | 54 | −53 | 0   |

|            | England | Moldova | Montenegro | Polen | San Marino | Ukraine |
| ---------- | ------- | ------- | ---------- | ----- | ---------- | ------- |
| England    | —       | 4–0     | 4–1        | 2–0   | 5–0        | 1–1     |
| Moldova    | 0–5     | —       | 0–1        | 1–1   | 3–0        | 0–0     |
| Montenegro | 1–1     | 2–5     | —          | 2–2   | 3–0        | 0–4     |
| Polen      | 1–1     | 2–0     | 1–1        | —     | 5–0        | 1–3     |
| San Marino | 0–8     | 0–2     | 0–6        | 1–5   | —          | 0–8     |
| Ukraine    | 0–0     | 2–1     | 0–1        | 1–0   | 9–0        | —       |

### Gruppe I
| Hold         | K | V | U | T | M+ | M- | MF  | Pts |
| ------------ | - | - | - | - | -- | -- | --- | --- |
| Spanien      | 8 | 6 | 2 | 0 | 14 | 3  | +11 | 20  |
| Frankrig     | 8 | 5 | 2 | 1 | 15 | 6  | +9  | 17  |
| Finland      | 8 | 2 | 3 | 3 | 5  | 9  | −4  | 9   |
| Georgien     | 8 | 1 | 2 | 5 | 3  | 10 | −7  | 5   |
| Hviderusland | 8 | 1 | 1 | 6 | 7  | 16 | −9  | 4   |

|              | Hviderusland | Finland | Frankrig | Georgien | Spanien |
| ------------ | ------------ | ------- | -------- | -------- | ------- |
| Hviderusland | —            | 1–1     | 2–4      | 2–0      | 0–4     |
| Finland      | 1–0          | —       | 0–1      | 1–1      | 0–2     |
| Frankrig     | 3–1          | 3–0     | —        | 3–1      | 0–1     |
| Georgien     | 1–0          | 0–1     | 0–0      | —        | 0–1     |
| Spanien      | 2–1          | 1–1     | 1–1      | 2–0      | —       |

### Ranking af hold på andenplads i grupperne
På grund af at en gruppe havde et hold færre end de andre grupper, så blev kampene mod det dårligst placerede hold ikke medregnet i denne ranking. Som et resultat af det, blev otte kampe spillet af hvert hold blandt toerne talt med i udregningen.
Otte af de bedste toere blev afgjort efter følgende parametre i denne orden:
1. Højeste antal points
2. Målforskel
3. Højeste antal af scorede mål

Danmark endte på en niendeplads og kom ikke videre.
| Grp | Hold       | K | V | U | T | M+ | M- | MF | Pts |
| --- | ---------- | - | - | - | - | -- | -- | -- | --- |
| G   | Grækenland | 8 | 6 | 1 | 1 | 9  | 4  | +5 | 19  |
| I   | Frankrig   | 8 | 5 | 2 | 1 | 15 | 6  | +9 | 17  |
| F   | Portugal   | 8 | 4 | 3 | 1 | 15 | 8  | +7 | 15  |
| H   | Ukraine    | 8 | 4 | 3 | 1 | 11 | 4  | +7 | 15  |
| C   | Sverige    | 8 | 4 | 2 | 2 | 15 | 13 | +2 | 14  |
| E   | Island     | 8 | 4 | 2 | 2 | 15 | 14 | +1 | 14  |
| D   | Rumænien   | 8 | 4 | 1 | 3 | 11 | 12 | −1 | 13  |
| A   | Kroatien   | 8 | 3 | 2 | 3 | 9  | 8  | +1 | 11  |
| B   | Danmark    | 8 | 2 | 4 | 2 | 9  | 11 | −2 | 10  |

## Målscorer
Der blev scoret 749 mål i 268 kampe, det var i gennemsnit 2,79 mål pr. kamp.
11 mål
- Robin van Persie

10 mål
- Edin Džeko

8 mål
| - Vedad Ibišević - Mesut Özil | - Cristiano Ronaldo | - Zlatan Ibrahimović |

7 mål
- Wayne Rooney

6 mål
| - David Alaba - Robbie Keane | - Eden Ben Basat - Tomer Hemed | - Hélder Postiga |

5 mål
| - Zvjezdan Misimović - Franck Ribéry - Marco Reus - Konstantinos Mitroglou - Mario Balotelli | - Jeremain Lens - Rafael van der Vaart - Ciprian Marica - Aleksandr Kerzhakov | - Milivoje Novaković - Umut Bulut - Burak Yılmaz - Andriy Yarmolenko |

4 mål
| - Yura Movsisyan - Kevin De Bruyne - Mario Mandžukić - Daniel Agger - Frank Lampard - Danny Welbeck - Miroslav Klose - Mario Götze - Thomas Müller | - André Schürrle - Dimitris Salpingidis - Balázs Dzsudzsák - Gylfi Sigurðsson - Kolbeinn Sigþórsson - Pablo Osvaldo - Eugen Sidorenco - Dejan Damjanović - Andrija Delibašić | - Jakub Błaszczykowski - Bruno Alves - Aleksandr Kokorin - Aleksandar Kolarov - Pedro - Marko Dević - Gareth Bale |

3 mål
| - Henrikh Mkhitaryan - Martin Harnik - Marc Janko - Miralem Pjanić - Stanislav Manolev - Aleksandar Tonev - Nicklas Bendtner - Jermain Defoe - Toni Kroos - Birkir Bjarnason - Jóhann Berg Guðmundsson | - Jonathan Walters - Arjen Robben - Robert Lewandowski - Gabriel Torje - Viktor Fayzulin - Roman Shirokov - Filip Đuričić - Martin Jakubko - Marek Sapara - Álvaro Negredo - Johan Elmander | - Fabian Schär - Roman Bezus - Yevhen Khacheridi - Yevhen Konoplyanka - Yevhen Seleznyov - Aaron Ramsey |

2 mål
| - Edgar Çani - Valdet Rama - Hamdi Salihi - Aras Özbiliz - Philipp Hosiner - Andreas Ivanschitz - Zlatko Junuzović - Ruslan Abishov - Christian Benteke - Eden Hazard - Vincent Kompany - Romelu Lukaku - Kevin Mirallas - Emil Gargorov - Ivelin Popov - Eduardo da Silva - Efstathios Aloneftis - Tomáš Pekhart - Matěj Vydra - Morten Rasmussen - Steven Gerrard - Alex Oxlade-Chamberlain - Daniel Sturridge - Konstantin Vassiljev - Teemu Pukki - Karim Benzema - Olivier Giroud - Mamadou Sakho - Per Mertesacker - Theofanis Gekas | - Dániel Böde - Zoltán Gera - Tamás Hajnal - Vladimir Koman - Ádám Szalai - Alfreð Finnbogason - Daniele De Rossi - Andrei Finonchenko - Kairat Nurdauletov - Aleksandrs Cauņa - Edgaras Česnauskis - Deivydas Matulevičius - Stefano Bensi - Daniel da Mota - Aurélien Joachim - Agim Ibraimi - Michael Mifsud - Alexandru Antoniuc - Fatos Bećiraj - Stevan Jovetić - Mirko Vučinić - Elsad Zverotić - Klaas-Jan Huntelaar - Bruno Martins Indi - Ruben Schaken - Gareth McAuley - Martin Paterson - Tarik Elyounoussi - Brede Hangeland - Joshua King | - Adrian Mierzejewski - Łukasz Piszczek - Piotr Zieliński - Silvestre Varela - Costin Lazăr - Bogdan Stancu - Denis Glushakov - Aleksandr Samedov - Robert Snodgrass - Dušan Tadić - Zoran Tošić - Marek Hamšík - Tim Matavž - Jordi Alba - Sergio Ramos - Roberto Soldado - Rasmus Elm - Tobias Hysén - Alexander Kačaniklić - Mario Gavranović - Gökhan Inler - Stephan Lichtsteiner - Xherdan Shaqiri - Granit Xhaka - Mevlüt Erdinç - Selçuk İnan - Artem Fedetskiy - Roman Zozulya |

1 mål
| - Erjon Bogdani - Odise Roshi - Armando Sadiku - Gevorg Ghazaryan - Karlen Mkrtchyan - Artur Sarkisov - György Garics - Sebastian Prödl - Rauf Aliyev - Rahid Amirguliyev - Rufat Dadashov - Vagif Javadov - Mahir Shukurov - Renan Bressan - Stanislaw Drahun - Egor Filipenko - Sergei Kornilenko - Anton Putsila - Dmitry Verkhovtsov - Steven Defour - Marouane Fellaini - Guillaume Gillet - Jan Vertonghen - Ermin Bičakčić - Izet Hajrović - Senad Lulić - Haris Medunjanin - Radoslav Dimitrov - Ivan Ivanov - Georgi Milanov - Dimitar Rangelov - Vedran Ćorluka - Nikica Jelavić - Niko Kranjčar - Dejan Lovren - Ivica Olić - Ivan Perišić - Ivan Rakitić - Darijo Srna - Vincent Laban - Constantinos Makrides - Bořek Dočkal - Theodor Gebre Selassie - Tomáš Hübschman - Václav Kadlec - Daniel Kolář - Libor Kozák - David Lafata - Jan Rezek - Tomáš Rosický - Leon Andreasen - Andreas Bjelland - Andreas Cornelius - Simon Kjær - William Kvist - Nicki Bille Nielsen - Niki Zimling - Leighton Baines - Rickie Lambert - James Milner - Andros Townsend - Ashley Young - Henri Anier - Tarmo Kink - Joel Lindpere - Andres Oper - Rógvi Baldvinsson - Fróði Benjaminsen - Arnbjørn Hansen - Hallur Hansson - Roman Eremenko - Kasper Hämäläinen - Étienne Capoue - Abou Diaby - Christophe Jallet - Samir Nasri | - Paul Pogba - Mathieu Valbuena - Guram Kashia - Aleksandre Kobakhidze - Tornike Okriashvili - İlkay Gündoğan - Sami Khedira - Lazaros Christodoulopoulos - Giorgos Karagounis - Sotiris Ninis - Nikos Spyropoulos - Roland Juhász - Krisztián Németh - Nemanja Nikolić - Tamás Priskin - Vilmos Vanczák - Kári Árnason - Kevin Doyle - Andy Keogh - Darren O'Dea - John O'Shea - Marc Wilson - Rami Gershon - Maor Melikson - Bibras Natkho - Maharan Radi - Lior Refaelov - Itay Shechter - Alberto Aquilani - Mattia Destro - Alessandro Florenzi - Alberto Gilardino - Riccardo Montolivo - Federico Peluso - Andrea Pirlo - Heinrich Schmidtgal - Dmitriy Shomko - Nauris Bulvītis - Edgars Gauračs - Kaspars Gorkšs - Vladimirs Kamešs - Renārs Rode - Valērijs Šabala - Māris Verpakovskis - Artūrs Zjuzins - Martin Büchel - Mathias Christen - Nicolas Hasler - Michele Polverino - Fiodor Cernych - Tadas Kijanskas - Saulius Mikoliūnas - Darvydas Šernas - Marius Žaliūkas - Mathias Jänisch - Adis Jahović - Jovan Kostovski - Nikolče Noveski - Aleksandar Trajkovski - Ivan Tričkovski - Roderick Briffa - Clayton Failla - Edward Herrera - Igor Armaș - Serghei Dadu - Alexandru Epureanu - Viorel Frunză - Artur Ioniță - Alexandru Suvorov - Luka Đorđević - Nikola Drinčić - Luciano Narsingh - Wesley Sneijder - Kevin Strootman | - Steven Davis - David Healy - Niall McGinn - Dean Shiels - Jamie Ward - Daniel Braaten - Markus Henriksen - Tom Høgli - John Arne Riise - Kamil Glik - Jakub Kosecki - Waldemar Sobota - Łukasz Teodorczyk - Jakub Wawrzyniak - Hugo Almeida - Fábio Coentrão - Ricardo Costa - Nani - Alexandru Chipciu - Valerică Găman - Gheorghe Grozav - Claudiu Keserü - Alexandru Maxim - Adrian Mutu - Mihai Pintilii - Cristian Tănase - Vasili Berezutski - Alessandro Della Valle - Ikechi Anya - Grant Hanley - Shaun Maloney - Kenny Miller - James Morrison - Steven Naismith - Dušan Basta - Filip Đorđević - Branislav Ivanović - Lazar Marković - Aleksandar Mitrović - Stefan Šćepović - Miralem Sulejmani - Jan Durica - Viktor Pečovský - Kornel Saláta - Valter Birsa - Boštjan Cesar - Josip Iličić - Kevin Kampl - Andraž Kirm - Rene Krhin - Juan Mata - Xavi - Marcus Berg - Mikael Lustig - Martin Olsson - Anders Svensson - Tranquillo Barnetta - Blerim Džemaili - Michael Lang - Haris Seferović - Emre Belözoğlu - Arda Turan - Edmar - Denys Harmash - Oleh Husyev - Vitaliy Mandzyuk - Yaroslav Rakitskiy - Simon Church - Hal Robson-Kanu |

1 selvmål
| - Ildefons Lima (i kampen mod Ungarn) - Igor Shitov (i kampen mod Finland) - Ragnar Klavan (i kampen mod Ungarn) - Joona Toivio (i kampen mod Frankrig) - Pól Jóhannus Justinussen (i kampen mod Irland) | - Vasilis Torosidis (i kampen mod Rumænien) - Szilárd Devecseri (i kampen mod Holland) - Dmitriy Shomko (i kampen mod Irland) - Ryan Camilleri (i kampen mod Danmark) | - Branko Bošković (i kampen mod England) - Kjetil Waehler (i kampen mod Slovenia) - Alessandro Della Valle (i kampen mod England) - Martin Škrtel (i kampen mod Grækenland) |